# Kendall Ellis
	Kendall Ellis (født 8. marts 1996) er en kvindelig amerikansk atletisk sprinter. Hun deltog ved, i disciplinen 400-meterløb ved VM i atletik 2017 og VM i atletik 2019, hvor hun vandt guld som del af 4×400 m stafetløb. Som er junioratlet, vandt Ellis guld i 4×400 m stafetløb og bronze i 400 meter ved U/20-Panamerikamesterskabet i atletik 2015.